# Ingrid Teichmüller
Ingrid Teichmüller geb. Heldt (* 9. Juni 1946 in Oldenburg) ist eine deutsche Juristin und ehemalige Richterin.

## Beruflicher Werdegang
Nach dem Studium der Rechtswissenschaft und ihrer Ersten Juristischen Staatsprüfung absolvierte Ingrid Teichmüller das Rechtsreferendariat. Danach legte sie die Zweite Juristische Staatsprüfung ab.
Seit 1974 arbeitete die Juristin in der Arbeitsgerichtsbarkeit und war ab 1981 Vorsitzende Richterin des Arbeitsgerichts Hamburg. 1991 wurde sie zu dessen Vizepräsidentin befördert. Mit Wirkung zum 1. August 2000 wurde Ingrid Teichmüller vom Senat der Freien und Hansestadt Hamburg zur Vizepräsidentin des Landesarbeitsgerichts ernannt, wo sie bereits vorher einige Jahre als Vorsitzende Richterin tätig gewesen war.
Neben ihrer richterlichen Tätigkeit war sie in vielen gerichtlichen Gremien engagiert und Mitglied des Richterwahlausschusses und des Richterdienstsenates. Seit 1997 war sie zudem für eine sechsjährige Amtsperiode Mitglied des Hamburgischen Verfassungsgerichts.

## Verfahren
2008 riefen Betriebsrat und Geschäftsführung des zum Burda-Verlag gehörenden Unternehmens Verlagsgruppe Milchstraße die Einigungsstelle wegen eines Streits um einen Sozialplan für die gekündigten Mitarbeiter der eingestellten Zeitschrift Max an. Ingrid Teichmüller war Schlichterin in dieser Angelegenheit.

## Ämter und Mitgliedschaften
- Stellvertretende Vorsitzende der Bundesschiedskommission der SPD seit dem Bundesparteitag 2003[5][6][7]
- Mitglied der Gewerkschaft ver.di[8]

## Engagement
Am 27. Oktober 2004 unterzeichnete Ingrid Teichmüller zusammen mit 433 anderen Juristen einen Aufruf in der taz, in dem der Erhalt des 1. Hamburger Frauenhauses als Schutzraum für gewaltbedrohte Frauen und ihre Kinder gefordert wurde. Innensenator Kusch forderte daraufhin die Hanseatische Rechtsanwaltskammer auf, gegen die Initiatorinnen des Appells vorzugehen, da Ingrid Teichmüller und andere Richter in dem Aufruf mit ihrer Funktion aufgeführt waren und so dem Ansehen der Hamburger Justiz Schaden zugefügt worden sei. Ingrid Teichmüller stellte ausdrücklich klar, sie habe als Privatperson unterschrieben. Der Präsident der Rechtsanwaltskammer Axel C. Filges widersprach Kusch ausdrücklich: Wer sich zu einem aktuellen politischen Thema öffentlich zu Wort melde, dürfe selbstverständlich die Berufsbezeichnung verwenden.
2009 gehörte sie den Erstunterzeichnenden eines Aufrufs, mit dem am Fachbereich Sozialökonomie der Universität Hamburg der gefährdete Schwerpunkt für Arbeitnehmerrechte erhalten werden sollte.

## Privatleben
Ingrid Teichmüller lebt in Hamburg. Sie ist mit dem Juristen und ehemaligen Gewerkschaftsfunktionär Frank Teichmüller verheiratet.